# كوري سميث (لاعب كرة قدم أمريكية)
كوري سميث (بالإنجليزية: Corey Smith)‏ هو لاعب كرة قدم أمريكية أمريكي، ولد في 2 أكتوبر 1979 في ريتشموند في الولايات المتحدة، وتوفي في 6 مارس 2009 في كليرواتر في الولايات المتحدة.

## وصلات خارجية
- كوري سميث على موقع مرجع كرة القدم المحترفة.كوم (الإنجليزية)